# Mankato, Kansas
Mankato är administrativ huvudort i Jewell County i Kansas. Orten har fått sitt namn efter Mankato, Minnesota. Enligt 2020 års folkräkning hade  Mankato 836 invånare.